# 1863 год в истории железнодорожного транспорта
1863 год в истории железнодорожного транспорта

## События
- В Новой Зеландии построена первая железнодорожная линия Крайстчерч — Фермид длиной четыре километра.[1]
- В России на Московско-Нижегородской железной дороге были впервые применены деревянные щиты для защиты пути от заносов снегом, предложенные инженером В. А. Титовым.[1]
- На Московско-Нижегородской железной дороге принята на работу первая женщина-железнодорожник России Ольга Степановна Кнушевицкая.
- В России основан Коломенский завод.
- В Великобритании основан паровозостроительный завод Dübs and Company.

## Персоны

### Родились
- Елизаров, Марк Тимофеевич — российский революционер, советский государственный деятель, первый нарком путей сообщения.

## Новый подвижной состав
Начато производство паровоза 0298 Class Лондонской и Юго-восточной железной дороги.